# Tängsjö fly
Tängsjö fly este o arie protejată (arie specială de conservare — SAC, sit de importanță comunitară — SCI) din Suedia întinsă pe o suprafață de 69,3 ha, integral pe uscat.

## Localizare
Centrul sitului Tängsjö fly este situat la coordonatele 57°04′43″N 15°16′29″E / 57.0785°N 15.2746°E.

## Înființare
Situl Tängsjö fly a fost declarat sit de importanță comunitară în decembrie 1998 pentru a proteja un număr necunoscut de specii din flora spontană și fauna sălbatică aflate în arealul zonei. Situl a fost protejat și ca arie specială de conservare în martie 2011.

## Biodiversitate
Situată în ecoregiunea boreală, aria protejată conține 3 habitate naturale: Turbării active, Mlaștini turboase de tranziție și turbării mișcătoare, Taiga vestică.
La baza desemnării sitului se află un număr nedeclarat de specii protejate.